# Sewerynów (Skierniewice)
Pour les articles homonymes, voir Sewerynów.
Sewerynów est une localité polonaise de la gmina de Nowy Kawęczyn, située dans le powiat de Skierniewice en voïvodie de Łódź.